# Carl Fletcher (soccer, 1971)
Pour les articles homonymes, voir Carl Fletcher.
Carl Tadeus Fletcher (né le 26 décembre 1971 à Plymouth à Montserrat) est un joueur de soccer international canadien originaire de l'île de Montserrat, qui évoluait au poste de défenseur.

## Biographie

### Carrière en sélection
Avec l'équipe du Canada, il dispute 40 matchs (pour 2 buts inscrits) entre 1991 et 2003. Il figure notamment dans le groupe des sélectionnés lors des Gold Cup de 1991, de 1996, de 2000 et de 2002.
Il a également participé à la Coupe des confédérations de 2001.